# 巴尼·斯廷森
巴尼·“巴拿巴”·斯廷森是美國情景喜剧《老爸老媽的浪漫史》中的一個角色，由尼爾·柏德烈·夏里斯飾演。在片中巴尼看似是一個花花公子，常和朋友在酒吧聊天，順便在酒吧尋找一夜情，但其實巴尼的個性本質上是善良的，他的好朋友們有泰德·莫斯比、馬修·艾利克森、羅賓·什貝斯基和莉莉·艾爾德琳。其中他宣稱他自己是泰德最好的朋友，常常和泰德一起在酒吧搭訕女性。他最愛的服裝是西裝，几乎每次出現都是穿着西裝。

## 经历
巴尼在某一次跟泰德宣稱他是MIT畢業的。在第九季的時候巴尼才說明清楚是提內克的魔術師學院（Magicians Institute of Teaneck），學習（高級紙牌魔術）。
巴尼大學畢業後在一家咖啡店跟當時的女友一起工作，他们本來计划一起去聯合國机构照顧孤兒。後來發現女朋友嫌贫爱富劈腿中年西装男，傷心之虞，巴尼在路上收到一張賣西裝的傳單，上面寫著「西装穿起来！（Suit Up!）」，於是巴尼就徹底改變態度，把女性當玩物，不認真談戀愛，並且常常穿西裝，並將「西装穿起来！」當作座右銘。（第一季15集）
巴尼在麦克拉伦酒吧的男厕小便池边上第一次遇見泰德，當時后者還留着鬍子，從此兩人開始認識，並且認識莉莉和馬修等其他人。
巴尼有許多驚人的事蹟，包括曾經跟250人上床。他寫過一本《兄弟守则》和《搭讪手册》，后者收录他所有搭讪泡妞的招數。
巴尼的工作一直不為人所知，大家只知道他很有錢並且沒做什麼工作。最开始，巴尼在一家稱作的公司工作，職位似乎相當高，有自己的辦公室和助理，也曾動用關係讓馬修進去工作（第一季第17集）。第四季中巴尼所在的公司收购巨人国家银行（Goliath National Bank, GNB），他便转至银行管理团队，但他仍然使用原来的办公室。
每當有人問巴尼到底工作是什麼，他都回答“（拜托）”，然而第九季時他終於回答，所謂的，是指“提供法律脱责与签署一切”服务（Provide Legal Exculpation and Sign Everything），即为高层簽署公司各類法律文件逃避追责，然而可能造成签署人自身惹上官司。
巴尼的同母異父的哥哥是一位非裔同性戀。巴尼一直不知道他親生爸爸是誰，他媽媽曾騙他是某知名電視節目主持人，一直到第六季的時候巴尼的親生父親才出現。
巴尼的媽媽是洛蕾塔·斯廷森，巴尼非常重視他媽媽，因此巴尼請人假扮他妻儿多年。（第四季第15集）
巴尼也是最常做各種奇裝異服的人，主要是為了騙人。
巴尼曾經因為懷疑羅賓是否在加拿大的時候有拍過成人影片，而跟馬修打賭，贏的人可以賞輸的人耳光。最後巴尼輸了，而他選擇要五個耳光，但是不限時間和地點。（第二季第9集）
這個耳光的賭注在第七季的時候原本只剩下1個，但是因為巴尼為了要拿掉原本約定好要穿上一年整的小鴨領帶，又增加3個。
巴尼曾經在第三季的時候因為跟羅賓上床（第16、17集），最後造成泰德的不滿，兩人鬧得不可開交。因為巴尼自己打破《兄弟守则》裡面的規定。後來因為泰德車禍受傷，而巴尼衝過去看泰德的時候自己也受傷，最後兩人冰釋前嫌。
之後在第四季第1集的時候向莉莉宣稱他愛上羅賓，經過一整季的曖昧互動之後，兩人於第五季才開始交往，但最後還是分手。
最後兩人最終在第八季的時候重新交往，並最後決定結婚。第九季大結局中兩人在結婚3年後由於種種原因最終離婚。

## 名言
- 在第一二季的時候巴尼喜歡講「棒极了（awesome）」和「穿上西装！（Suit up!）」。
- 巴尼最喜歡的形容詞是「精彩絕倫（Legendary!）」，而且每次都会都会讲成
- 另一個常常在講的是「穿上穿起来！（Suit up!）」，因為巴尼很喜歡西裝，他最喜歡叫泰德穿西裝。
- 由於巴尼跟泰德是搭訕搭檔，所以巴尼會找一個目標之後，對她說「你——認識泰德吗?（Haaaaaave you met Ted?）」，幫泰德製造跟女生說話的機會。
- 巴尼在說完一個他編造的假故事之後，會說「真實故事（True Story）」。
- 巴尼喜歡一边与人击掌一边说「举手击掌（High Five）」，而且还会根据各種不同情況有所變化，例如比五指更赞（也更土）的“六指击掌（High Six）”，与小朋友的“小小击掌（Tiny High Five）”，不用手的“伸脚击掌（Feet High Five）”，以及極其逗趣的“自我击掌（Self Five）”等等。

## 花絮
- 巴尼在第二季第13集《圆柱》将自己的陰莖称为“巴纳科二世（Barnacle Jr.）”、“巴蕉（Barnana）”、“至尊巴尼托（Barnito Supreme）”以及“小巴尼（Little Barney）”。
- 巴尼會講烏克蘭語、法語、中文、日本語、韓語以及德語。
- 巴尼一直到2005年之前都不會開車。第二季第17集的時候泰德才開始教巴尼開車。
- 巴尼幾乎不可能拍到醜照，但他永遠都是同樣的姿勢，除了在第五季第18集的時候羅賓有設計讓他拍到一張醜照，還有在第九季第18集因為酒醉被拍到醜照。
- 在第五季第3集《罗宾101》中，巴尼表示他小時候有注意力不足過動症，然而他的成績仍然全都是最好的。
- 巴尼不會使用筷子。
- 巴尼緊張的時候，會幻想被CBS主播訪問。
- 巴尼有四分之一的加拿大血統，然而他本人很討厭加拿大。
- 製作團隊曾經表示過想要讓單身巴尼最後成為有交往對象的巴尼。
- 巴尼多次在劇中自稱有部落格，最後由CBS電視台真的設立巴尼的部落格。並由巴尼的角度撰寫許多劇中發生的事件。
- 巴尼是本劇中最知名的角色，扮演者哈里斯多次以巴尼的角色受到眾多獎項的提名。
- 羅賓把巴尼的星際大戰风暴兵一比一模型稱作是“裹着尿布的芭比”。
- 巴尼是全部劇組成員中沒有搬過家的角色，其他人都至少有搬過一次家的紀錄。

## 外部連結
- 巴尼的部落格：Barney's Blog Archives
- 巴尼创立的「非父节」及其網站：Not Father's Day （页面存档备份，存于）
- 巴尼的网络求职簡歷：Barney's video Resume （页面存档备份，存于）
- 巴尼化身洛伦佐·冯·马特洪恩的網站：Lorenzo Von Matterhorn （页面存档备份，存于）